# 浄永寺

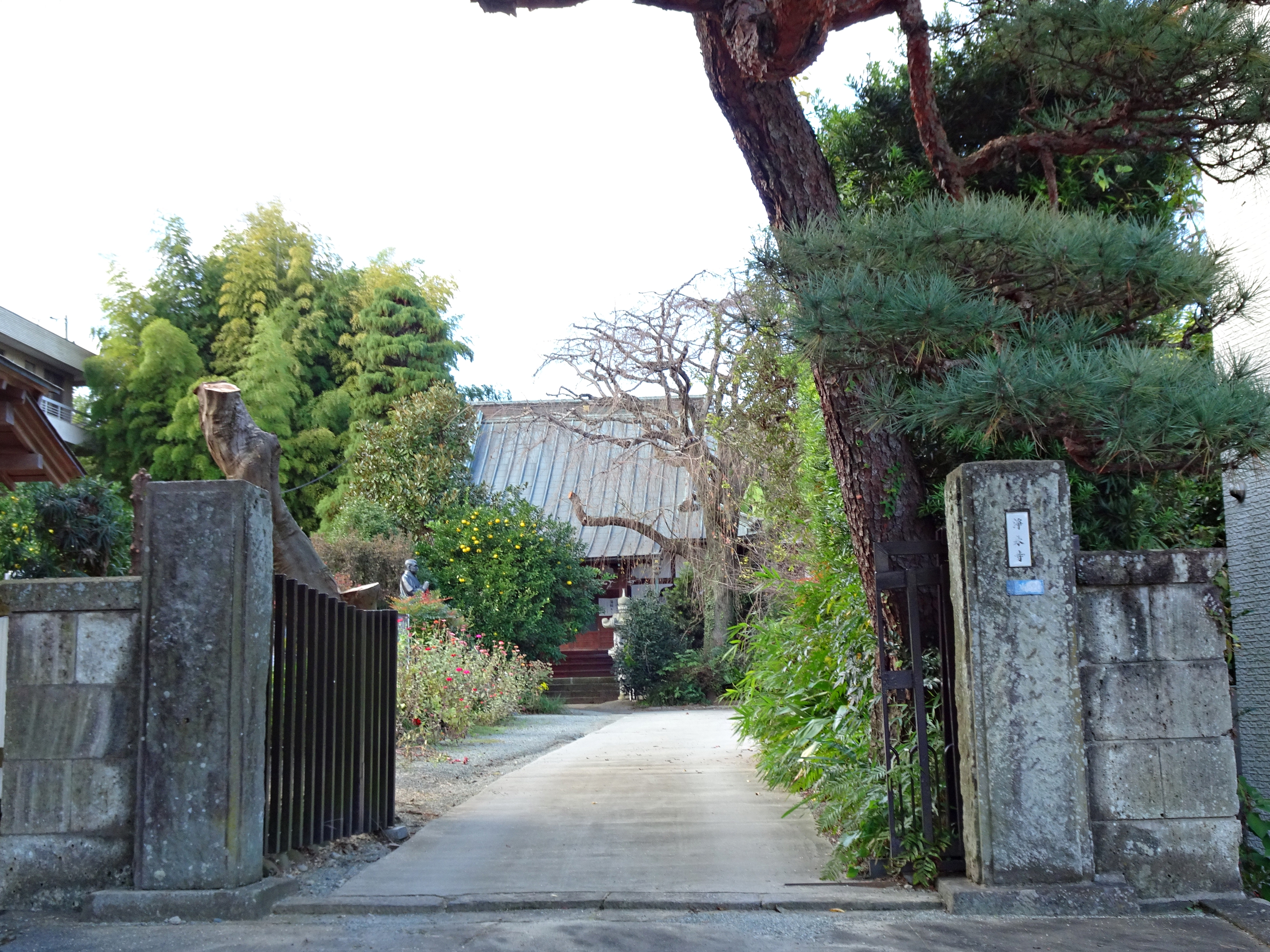
浄永寺山門

浄永寺（じょうえいじ）は、神奈川県小田原市城山にある日蓮宗の寺院。山号は光秀山、開山は日行。旧本山は身延久遠寺、通師堀之内法縁。

## 歴史
弘安3年（1280年）風祭の地頭、風祭大野亮入道光秀が日蓮に帰依し自身の屋敷内に持仏堂として法華堂と七面社を建立した。永正15年（1518年）日形（北条氏綱の伯父とされる）が現在の場所に移転再興した。この時の堂宇は、北条氏綱の建立と伝わる。

## 所蔵文化財
- 絹本著色日蓮上人像 説法御影（神奈川県指定重要文化財、室町時代）
- 浄永寺文書 北条氏康書状（小田原市指定文化財）

## 境内
- 本堂

## 歴代
- 日形

## 周辺寺院
- 蓮船寺　永正2年（1505年）創建、北條氏の家臣であった井出内匠正國（先光院随全日清、天正8年（1580年）没）が開基。旧本山は鎌倉妙本寺。山号は惺雄山。小田原七福神の大黒天を祀る。
- 大久寺　天正19年（1591年）大久保忠世を開基、自得院日英の開山で創建、慶長19年（1614年）子の大久保忠隣が改易となると衰退、寛永10年（1633年）石川忠聡（大久保忠隣の次男）が江戸の下谷へ移転した後、大久保康任が現在地に再興した。

## 参考資料
- 日蓮宗寺院大鑑編集委員会『宗祖第七百遠忌記念出版 日蓮宗寺院大鑑』大本山池上本門寺 (1981年)
- 『鎌倉の日蓮聖人 中世人の信仰の世界』神奈川県立博物館